# Siège de Trévise
Le siège de Trévise est un fait de guerre advenu pendant la guerre de la Ligue de Cambrai, mené en 1511 entre les Vénitiens et les troupes franco-impériales.

## Contexte
Après la lourde défaite subie à la bataille d'Agnadel par les forces de la ligue de Cambrai en 1508, la république de Venise craignant sa disparition imminente, libère les villes vénitiennes du pacte de loyauté et leur permet d'ouvrir les portes aux Collegati, afin de éviter les pillages. Trévise est la seule qui refuse la soumission à Maximilien Ier (empereur du Saint-Empire) et qui confirme sa fidélité à Venise le 10 juin 1509 ; de nombreux historiens placent à juste titre la revanche de la Sérénissime à partir de cet épisode. En effet, l'expédition menée par Andrea Gritti pour la reconquête de Padoue le 17 juillet 1509, ville que les Collegati échoueront à reconquérir après l'avoir assiégée, part de Trévise.
La capitale de la Marche trévisane représente le dernier rempart vénitien qui sépare la France et le Saint-Empire romain germanique de la lagune de Venise. Pour cette raison, dès 1509, le Conseil des Dix confie les travaux de fortification de la ville au célèbre architecte véronais Giovanni Giocondo. Outre la construction d'imposants murs bastionnés et la déviation d'une partie de la rivière Botteniga, les nouvelles constructions défensives de Trévise impliquent également la démolition d'une partie de l'ancien sanctuaire de l'église Santa Maria Maggiore.
La garnison placée en défense de Trévise est placée sous le commandement de l'administrateur général Giovanni Paolo Gradenigo, tandis que l'armée assiégeante est réunie les ordres de l'aristocrate français Jacques II de Chabannes de La Palice.

## Le siège
La Marche trévisane est assiégée à l'été 1511, avec la conquêtes de villes de la région, telles que Asolo, Belluno, Castelfranco Veneto, Feltre et Montebelluna. Cependant, les Franco-impériaux ne peuvent pas atteindre facilement Trévise, reportant continuellement l'attaque en raison de la discorde entre les Français et les Allemands, les pénuries de vivres et de munitions, et la mort de soldats due aux fièvres qui sévissent sur le territoire.
Pour débloquer la situation, Jacques de La Palice décide le 14 septembre, de déplacer le camp de Montebelluna à Nervesa, demeurant dans l'ancienne abbaye Sant'Eustachio avec le consentement des comtes de Collalto, qui approvisionnent secrètement les Franco-impériaux, invitant également La Palice et ses commandants à déjeuner dans leur château de San Salvatore, repas au cours duquel il se plaint de ses alliés allemands. Entre le 26 et le 27 septembre, La Palice, après avoir envoyé un ultimatum aux troupes allemandes du Frioul, déplace à nouveau le camp de Nervesa à Maserada sul Piave, non sans avoir fait une démonstration de force à Trévise, se présentant à la parade avec trois escadrons et une arbalète tirée sous ses murs, plus précisément à la Porta San Tomaso et la Porta Santi Quaranta. Les assiégés ripostent aussitôt en envoyant tous les estradiots et arbalétriers de la compagnie de Vitello Vitelli à la rencontre de La Palice. Un affrontement particulièrement sanglant entre le troisième escadron de gendarmerie française et les estradiots persuade le maréchal de transférer pour la énième fois le camp à Breda di Piave.
Le 5 octobre, la Sainte Ligue est proclamée à Rome, dans l'église Santa Maria del Popolo, une nouvelle alliance du pape Jules II avec la république de Venise, Ferdinand le Catholique et les cantons suisses, Henri VIII la rejoignant le mois suivant. Le pontife, réconcilié le 24 février 1510 avec la Sérénissime, s'est enfin rendu compte à quel point il a favorisé l'accroissement de l'influence politique de la France dans la péninsule italienne, qui menace désormais ses possessions en Romagne, à la suite notamment de l'occupation de Bologne par les Français en mai 1511, ce qui a provisoirement favorisé le retour d'Annibale II Bentivoglio, ainsi que l'alliance confirmée entre Louis XII et Alphonse Ier d'Este,.
Le 8 octobre, le siège proprement dit commence : la ville est défendue par 4 554 provvisionati (gardes) en tout, appuyés par une artillerie positionnée aux remparts, sur les portes et dans les coursives, et un sacro à six est même placé sur le clocher de l'église San Nicolò, tandis que les cavaliers de Vitello Vitelli et les estradiots effectuent des raids nocturnes pour capturer les provisions de l'ennemi. Les Franco-impériaux, acculés, commettent alors l'imprudence de piller le lazaret de Trévise, situé hors des murs, infectant ainsi une grande partie du camp. Le 10 octobre, une énième averse éclate qui empêche les assiégeants de déplacer l'artillerie et le 12 octobre, les Vénitiens commencent à viser tant de jour que de nuit les Allemands et les Français qui campent le long du Sile, ces derniers n’ayant bientôt plus ni poudre à canon ni boulets. Quelques jours plus tôt, en effet, les Zattieri del Piave, contraints contre leur gré de transporter les troupes et les armements des Franco-impériaux qui préparaient le siège de Trévise, s'étaient enfoncés dans un méandre du fleuve du côté de Montello avec l'ennemi. L'acte d'héroïsme est récompensé par la Sérénissime avec le don d'une médaille d'or « avec l'empreinte de saint Marc » aux parents et orphelins des défunts et la reconnaissance de certaines terres.
Le tournant se produit le 13 octobre : les forces franco-impériales interceptent un courrier vénitien à destination de Trévise pour apporter les nouvelles de la Ligue nouvellement constituée. Les lettres lui sont aussitôt dérobées, ce qui laisse La Palice et ses commandants « très ternes et effrayés », sauf Mercurio Bua, qui d'ailleurs confie à l'un de ses prisonniers : « horsù nui nous voyons et nous savons vraiment que nous serons tous amis, que Maximien entrera aussi en liga », et de fait, bien que Maximilien soit sur la touche à l'époque, il rejoint la Sainte Ligue en 1512. Gian Paolo Gradenigo, pour effrayer davantage les assiégeants, donne l'ordre de faire sonner les cloches de fête et de préparer une procession, décorant le palazzo dei Trecento de tapisseries et de bannières. La Palice, démoralisé par les pertes continues et énormes d'hommes et d'artillerie, donne l'ordre de cesser le feu et décrète que la ville est trop bien fortifiée et donc imprenable.
Le 14 octobre, les Franco-impériaux dissolvent le siège, contrôlés à vue par les arbalétriers de Constantin Paléologue, afin qu'ils ne se dispersent pas sur le territoire. Le 15 octobre, Trévise sort officiellement vainqueur de l'affrontement,.